# 努什基車站
努什基車站是巴基斯坦俾路支省努什基的主要鐵路車站，於1897年啟用。